# Podvysoká
Podvysoká es un municipio del distrito de Čadca en la región de Žilina, Eslovaquia, con una población estimada a final del año 2024 de 1347 habitantes.
Se encuentra ubicado al noroeste de la región, cerca del curso alto del río Váh (cuenca hidrográfica del Danubio) y de la frontera con la República Checa y Polonia.

## Demografía
| Año        | 1994 | 2004     | 2014    | 2024    |
| ---------- | ---- | -------- | ------- | ------- |
| Población  | 1095 | 1213     | 1326    | 1347    |
| Diferencia |      | +10,77 % | +9,31 % | +1,58 % |

| Año        | 2023 | 2024    |
| ---------- | ---- | ------- |
| Población  | 1359 | 1347    |
| Diferencia |      | −0,88 % |